# Гуковский, Матвей Александрович
Матве́й Алекса́ндрович Гуко́вский (8 (20) мая 1898, Санкт-Петербург — 6 февраля 1971, Ленинград) — советский историк и искусствовед, специалист по Итальянскому Возрождению. Доктор исторических наук (1939), профессор (1934), заслуженный работник культуры РСФСР (1964).

## Биография
Родился в состоятельной еврейской семье. Родители заключили брак в Одессе 10 августа 1897 года. Мать — Амалия-Эвелина Симоновна Гуковская (в девичестве Фрейнд, 1877—?) была дочерью австрийско-подданного. Отец — инженер-технолог, кандидат математических наук Александр Моисеевич Гуковский (1874—?), уроженец Одессы, выпускник Императорского Новороссийского университета, работал директором-распорядителем акционерного общества завода «Атлас» и директором правления общества «Вольта», затем преподавал в Политехническом институте; приходился двоюродным братом Виктории Леонтьевне Гуковской (1864—1881), участнице народовольческого движения в Одессе. В Одессе по проекту А. М. Гуковского было выстроено несколько зданий, в том числе угловой трёхэтажный дом доктора медицины Исая Гершевича (Егоровича) Гуковского на улице Пушкинской, № 18 (ныне № 16, угол улицы Бунина) и дом самого А. М. Гуковского, выстроенный в 1892 году на улице Княжеской, № 22. Дед Моисей Гуковский был провизором в Бендерах.
Семья жила в доме № 2а по Архиерейской улице в Санкт-Петербурге.
Окончил в 1923 году Петроградский государственный университет (ЛГУ), после окончания исторического отделения Факультета общественных наук которого «был представлен проф. И. М. Гревсом к оставлению при кафедре истории Средних веков».
Президиумом Академии наук СССР в 1932 году был удостоен ученой степени кандидата исторических наук без защиты диссертации, а в 1939 году защитил докторскую диссертацию «Механика Леонардо да Винчи» (обратился к этой теме по совету академика С. И. Вавилова).
В 1934 году стал профессором кафедры истории средних веков ЛИФЛИ, а затем заведующим кафедрой. После слияния ЛИФЛИ с ЛГУ работал в нём на кафедре истории Средних веков истфака.
По совместительству с 1944 года работал в Эрмитаже, с 1948 года — заместитель директора по научной и научно-просветительской части Эрмитажа. С 7 марта 1949 года по собственному желанию «в целях укрепления научных сил Отдела истории западно-европейского искусства» был переведен в этот отдел в качестве старшего научного сотрудника.
Летом 1949 года во время отпуска был арестован. Тогда же был арестован его брат Григорий, умерший во время следствия. Решением Особого совещания при МГБ от 5 августа 1950 года был приговорен к 10 годам лишения свободы по обвинению в контрреволюционной агитации. Находился в заключении до 1954 года. Был реабилитирован в середине 1950-х гг.
После освобождения был назначен на должность заместителя заведующего Отдела истории западноевропейского искусства Эрмитажа, а с 1960 года возглавил Научную библиотеку Эрмитажа. Одновременно с 1960 года был заведующим кафедрой истории средних веков исторического факультета ЛГУ.
Особенно значителен вклад М. А. Гуковского в изучение проблем итальянского Возрождения. Член Международного института по изучению Леонардо да Винчи (Raccolta Vinciana), института Леонардо да Винчи (Амбуаз, Франция).

## Награды
- орден «Знак Почёта» (21.02.1944)

## Семья
- Дед и бабушка со стороны матери — австрийско-подданный Симон Фрейнд (1840—?) и дочь одесского купца Каролина Озиасовна Дерблех (1851—?)[6].
- Жена — Ася Соломоновна Кантор-Гуковская (?—2008), советский и российский искусствовед.
- Брат — литературовед Григорий Александрович Гуковский.
- Дядя — правовед, историк адвокатуры и публицист Исаак Хмельницкий.
- Двоюродные братья — адвокат Александр Хмельницкий, писатель Сергей Хмельницкий и литературовед Борис Бухштаб[7].

## Основные работы
- Механика Леонардо да Винчи, М., 1947;
- Итальянское Возрождение, т. 1—2, Л., 1947—1961 (2-е изд. 1990);
- Рождение и гибель итальянского Возрождения // Труды Государственного Эрмитажа, т. 8, Л., 1964;
- Леонардо да Винчи, 2-е изд., Л.—М., 1967.